# Josep Rafael Carreras i Bulbena
Josep Rafael Carreras i Bulbena   (Barcelona, 23 de març de 1860 - Barcelona, 2 de gener de 1931) fou un musicòleg, historiador, filòleg i compositor català.

## Biografia
Fill de Josep Carreras i Aragó, argenter natural de Barcelona, i de Rafaela Bulbena i Onyós. Va estudiar violoncel amb Antoni Lupresti i compongué, en col·laboració amb Lupresti, l'oratori Sortint d'Egipte (1895). El contacte amb Hans Richter i Hugo Riemann el van encaminar cap als estudis musicològics, centrats en bona part sobre el segle xviii, essent la seva obra cabdal El oratorio musical (1906).
Compromès amb el moviment de la música religiosa, va atorgar un gran impuls a la capella de música de Sant Pere de les Puel·les de Barcelona, posant al capdavant d'aquesta al mestre Domènec Mas i Serracant el 1895 i assegurant el canvi del repertori habitual en pro de la redescoberta música polifònica de Palestrina, Tomás Luis de Victoria i altres autors clàssics. Va traduir el Tratado de canto eclesiástico del cardenal Bona el 1896. Va mantenir una relació epistolar amb A. Richter, H. Volkmann, H. Riemann i altres musicòlegs d'aquesta època, especialment d'Alemanya i Àustria, la qual cosa li va aportar un coneixement extraordinari de les fonts i metodologies d'aquesta disciplina, fruit de les quals van ser les seves nombroses publicacions sobre la història de la música hispànica, amb especial atenció a l'àrea catalana, des de l'Edat Mitjana fins al segle xviii.
Fou membre de la Reial Acadèmia de Bones Lletres de Barcelona [1920), on va ingressar amb un important discurs sobre Emmanuelle d'Astorga. Carreras va destacar en aquesta societat il·lustrada barcelonina per la seva erudició i pel seu profund compromís social. Com a compositor, la seva aportació no va ser abundant, cal destacar l'Himne a la Sagrada Familia, la cantata Flos Carmell, l'himne Regnum mundi i l'oratori Sortint d'Egipte, realitzat juntament amb el mestre Lupestri. A més a més, va col·laborar amb Felip Pedrell en la cerca de fonts per les Opera Omnia de Tomás Luis de Victoria.
La seva producció musicològica es considera rellevant, tant per les seves aportacions de dades inèdites sobre moltes fonts desaparegudes com per la capacitat de síntesi i el sentit de la globalitat de les seves obres. Els seus estudis sobre la vida musical barcelonina a principis del segle xviii, els oratoris, les relacions musicals hispà-italianes i altres temes, constitueixen documents dels quals cal partir necessàriament per a emprendre qualsevol treball de recerca.
Com a historiador es distingí per utilitzar fonts descobertes per ell i en part inèdites i pel seu mètode rigorós i entenedor. Les seves obres principals són Carles d'Àustria i Elisabet de Brunswick a Barcelona i Girona (1902), Antoni de Villarroel, Rafael de Casanova i Sebastià de Dalmau, heroics defensors de Barcelona en el setge de 1714 (1912) i L'Acadèmia desconfiada i sos acadèmics (1922). En el terreny de la filologia, també va publicar diverses obres. L'any 1920 va ingressar a l'Acadèmia de Bones Lletres de Barcelona, i hi va col·laborar amb diversos treballs històrics i musicals.
Es va casar amb Francesca de Balanzó i Pons (1854-1922), germana de l'escriptor i empresari Llorenç de Balanzó i Pons, marquès de Balanzó.

## Escrits musicals
- Estudio crítico de las obras de George Frederic Händel, Barcelona, 1895
- Cardenal Bona: Tratado de cambio eclesiástico, Barcelona, 1896 (trad. al espanyol, amb notes i comentaris).
- Luigi Cherubini. Estudio musical, Barcelona, 1896.
- La música a Catalunya en los XVIII centuria, Barcelona, 1910.
- El oratorio musical desde su origen hasta nuestros días, Barcelona, 1906
- Domènec Terradelles, Barcelona, 1908.
- Carles d'Àustria y Elisabeth de Brunswick-Wolfenbüttel a Barcelona y Girona, Barcelona, 1902.

També va publicar molts articles a la Revista Musical Catalana (RMC): 
- Las primeras óperas cantadas a Barcelona en la Llotja del Mar, II, 1905, 95-97
- La Inmaculada Concepció i l'ara musical, II, 1905, 234-255
- La biografía d'en Mateu Flecha, monje carmelita, segons un códex de la Biblioteca Imperial de Viena, III, 1905, 67-70
- Idea del que foren musicalmente els joglars, trobadors i ministrels en terres de parla provensal i catalana', V, 1905, 57, 97, 111, 143, 158[7]

## Fons personal
El seu fons personal es conserva a l'Arxiu Nacional de Catalunya. Hi destaca l'obra original (obra literària, historiogràfica, lingüística); la correspondència (referida bàsicament a la seva activitat d'investigació): els materials i dossiers de treball (que inclouen documents originals dels segles xvii i xviii sobre la Guerra de Successió Espanyola); i finalment, la relacionada amb la seva activitat associativa (com ara la de la Reial Acadèmia de Bones Lletres i la de la Societat Econòmica Barcelonesa d'Amics del País).